# Collegio di Wigan
Wigan è un collegio elettorale situato nella Grande Manchester, nel Nord Ovest dell'Inghilterra, e rappresentato alla Camera dei comuni del Parlamento del Regno Unito. Elegge un membro del parlamento con il sistema first-past-the-post, ossia maggioritario a turno unico; l'attuale parlamentare è Lisa Nandy del Partito Laburista, che rappresenta il collegio dal 2010.

## Storia

Wigan dal 2010 al 2024

Wigan fu uno dei luoghi chiamati a inviare un rappresentante al Model Parliament del 1295 e un altro nel gennaio 1307, anche se il rappresentante non fu poi convocato per il resto del periodo medievale. Enrico VIII assegnò due rappresentanti alla città, che divenne borough nel 1246 a seguito dell'emissione di una Carta di Enrico III. Dopo la fine del Medioevo, nel periodo Tudor, Wigan fu uno dei borough del Lancashire che possedeva le Royal Charters; gli altri erano Lancester, Liverpool e Preston.
Il collegio divenne uninominale nel 1885.
La morte di Roger Stott nel 1999 lo rese il quarto deputato di Wigan del XX secolo a morire in carica, caso unico per un collegio del Regno Unito.

## Membri del parlamento
| Elezione     |                                 | Primo deputato                  | Primo partito                   |                                 | Secondo deputato                | Secondo partito                 |
| ------------ | ------------------------------- | ------------------------------- | ------------------------------- | ------------------------------- | ------------------------------- | ------------------------------- |
| 1800         |                                 | George Gunning                  |                                 |                                 | John Cotes                      | Tory                            |
| 1802         |                                 | John Hodson                     | Tory                            | Robert Leigh                    |                                 | Tory                            |
| 1820         | James Alexander Hodson          | Lord Lindsay                    | Tory                            |                                 |                                 | Tory                            |
| 1825 (S)     | James Alexander Hodson          | James Lindsay                   | Tory                            |                                 |                                 | Tory                            |
| Mar 1831 (S) | John Hodson Kearsley            | James Lindsay                   | Tory                            |                                 |                                 | Tory                            |
| Mag 1831 (S) | John Hodson Kearsley            |                                 | Tory                            | Ralph Thicknesse                | Whigs                           |                                 |
| 1832         |                                 | Richard Potter                  | Whigs                           | Ralph Thicknesse                | Whigs                           |                                 |
| 1835         |                                 | Richard Potter                  | Whigs                           | John Hodson Kearsley            | Conservatore                    |                                 |
| 1837         |                                 | Richard Potter                  | Whigs                           | Charles Strickland Standish     | Whigs                           |                                 |
| 1839 (S)     |                                 | William Ewart                   | Radicale                        | Charles Strickland Standish     | Whigs                           |                                 |
| 1841         |                                 | Peter Greenall                  | Conservatore                    |                                 | Thomas Bright Crosse            | Conservatore                    |
| 1842 (S)     |                                 | Peter Greenall                  | Conservatore                    | Charles Strickland Standish     | Whigs                           |                                 |
| 1845 (S)     | James Lindsay                   |                                 | Conservatore                    | Charles Strickland Standish     | Whigs                           |                                 |
| 1847         | James Lindsay                   | Ralph Anthony Thicknesse        | Conservatore                    |                                 | Whigs                           |                                 |
| 1854 (S)     | James Lindsay                   | Joseph Acton                    | Conservatore                    |                                 | Whigs                           |                                 |
| 1857         | Francis Powell                  | Henry Woods                     | Conservatore                    |                                 | Whigs                           |                                 |
| 1859         | Hon. James Lindsay              | Henry Woods                     | Conservatore                    |                                 | Liberale                        |                                 |
| 1866 (S)     | Nathaniel Eckersley             | Henry Woods                     | Conservatore                    |                                 | Liberale                        |                                 |
| 1868         |                                 | Henry Woods                     | John Lancaster                  | Liberale                        | Liberale                        |                                 |
| 1874         |                                 | Lord Lindsay                    | Conservatore                    |                                 | Thomas Knowles                  | Conservatore                    |
| 1881 (S)     | Francis Powell                  |                                 | Conservatore                    |                                 | Thomas Knowles                  | Conservatore                    |
| 1881 (S)     | Vacante                         | Vacante                         | Vacante                         |                                 | Thomas Knowles                  | Conservatore                    |
| Dic 1882 (S) |                                 | Algernon Egerton                | Conservatore                    |                                 | Thomas Knowles                  | Conservatore                    |
| 1883 (S)     | Nathaniel Eckersley             | Algernon Egerton                | Conservatore                    |                                 |                                 | Conservatore                    |
| 1885         | Il collegio diventa uninominale | Il collegio diventa uninominale | Il collegio diventa uninominale | Il collegio diventa uninominale | Il collegio diventa uninominale | Il collegio diventa uninominale |

| Elezione | Elezione        | Deputato         | Partito      |
| -------- | --------------- | ---------------- | ------------ |
|          | 1885            | Francis Powell   | Conservatore |
|          | Gen 1910        | Henry Twist      | Laburista    |
|          | Dic 1910        | Reginald Neville | Conservatore |
|          | 1918            | John Parkinson   | Laburista    |
| 1942 (S) | William Foster  |                  | Laburista    |
| 1948 (S) | Ronald Williams |                  | Laburista    |
| 1958 (S) | Alan Fitch      |                  | Laburista    |
| 1983     | Roger Stott     |                  | Laburista    |
| 1999 (S) | Neil Turner     |                  | Laburista    |
| 2010     | Lisa Nandy      |                  | Laburista    |

## Elezioni

### Elezioni negli anni 2020
| Partito                    | Partito                                | Candidato                  | Risultati 4 luglio 2024 | Risultati 4 luglio 2024 |
| Partito                    | Partito                                | Candidato                  | Voti                    | %                       |
| -------------------------- | -------------------------------------- | -------------------------- | ----------------------- | ----------------------- |
|                            | Laburista                              | Lisa Nandy                 | 19 401                  | 47,44                   |
|                            | Reform UK                              | Andy Dawber                | 9 852                   | 24,09                   |
|                            | Conservatore                           | Henry Mitson               | 4 310                   | 10,54                   |
|                            | Indipendente                           | Maureen O’Bern             | 3 522                   | 8,61                    |
|                            | Lib Dem                                | Brian Crombie-Fisher       | 1 692                   | 4,14                    |
|                            | Verdi                                  | Jane Leicester             | 1 629                   | 3,98                    |
|                            | Indipendente                           | Jan Cunliffe               | 406                     | 0,99                    |
|                            | Indipendente                           | The Zok                    | 87                      | 0,21                    |
|                            |                                        |                            |                         |                         |
| Iscritti                   | Iscritti                               | Iscritti                   | 77 538                  | 100,00                  |
| ↳ Votanti (% su iscritti)  | ↳ Votanti (% su iscritti)              | ↳ Votanti (% su iscritti)  | 40 899                  | 52,75                   |
| ↳ Astenuti (% su iscritti) | ↳ Astenuti (% su iscritti)             | ↳ Astenuti (% su iscritti) | 36 639                  | 47,25                   |
|                            |                                        |                            |                         |                         |
|                            | Esito: collegio confermato a Laburista |                            |                         |                         |

### Elezioni negli anni 2010
| Partito                    | Partito                                | Candidato                  | Risultati 12 dicembre 2019 | Risultati 12 dicembre 2019 |
| Partito                    | Partito                                | Candidato                  | Voti                       | %                          |
| -------------------------- | -------------------------------------- | -------------------------- | -------------------------- | -------------------------- |
|                            | Laburista                              | Lisa Nandy                 | 21 042                     | 46,72                      |
|                            | Conservatore                           | Ashley Williams            | 14 314                     | 31,78                      |
|                            | Brexit                                 | William Molloy             | 5 959                      | 13,23                      |
|                            | Lib Dem                                | Stuart Thomas              | 2 428                      | 5,39                       |
|                            | Verdi                                  | Peter Jacobs               | 1 299                      | 2,88                       |
|                            |                                        |                            |                            |                            |
| Iscritti                   | Iscritti                               | Iscritti                   | 75 680                     | 100,00                     |
| ↳ Votanti (% su iscritti)  | ↳ Votanti (% su iscritti)              | ↳ Votanti (% su iscritti)  | 45 042                     | 59,52                      |
| ↳ Astenuti (% su iscritti) | ↳ Astenuti (% su iscritti)             | ↳ Astenuti (% su iscritti) | 30 638                     | 40,48                      |
|                            |                                        |                            |                            |                            |
|                            | Esito: collegio confermato a Laburista |                            |                            |                            |

| Partito                    | Partito                                | Candidato                  | Risultati 8 giugno 2017 | Risultati 8 giugno 2017 |
| Partito                    | Partito                                | Candidato                  | Voti                    | %                       |
| -------------------------- | -------------------------------------- | -------------------------- | ----------------------- | ----------------------- |
|                            | Laburista                              | Lisa Nandy                 | 29 575                  | 62,21                   |
|                            | Conservatore                           | Alex Williams              | 13 548                  | 28,50                   |
|                            | UKIP                                   | Nathan Ryding              | 2 750                   | 5,78                    |
|                            | Lib Dem                                | Mark Clayton               | 916                     | 1,93                    |
|                            | Verdi                                  | Will Patterson             | 753                     | 1,58                    |
|                            |                                        |                            |                         |                         |
| Iscritti                   | Iscritti                               | Iscritti                   | 75 945                  | 100,00                  |
| ↳ Votanti (% su iscritti)  | ↳ Votanti (% su iscritti)              | ↳ Votanti (% su iscritti)  | 47 542                  | 62,60                   |
| ↳ Astenuti (% su iscritti) | ↳ Astenuti (% su iscritti)             | ↳ Astenuti (% su iscritti) | 28 403                  | 37,40                   |
|                            |                                        |                            |                         |                         |
|                            | Esito: collegio confermato a Laburista |                            |                         |                         |

| Partito                    | Partito                                | Candidato                  | Risultati 7 maggio 2015 | Risultati 7 maggio 2015 |
| Partito                    | Partito                                | Candidato                  | Voti                    | %                       |
| -------------------------- | -------------------------------------- | -------------------------- | ----------------------- | ----------------------- |
|                            | Laburista                              | Lisa Nandy                 | 23 625                  | 52,23                   |
|                            | Conservatore                           | Caroline Kerswell          | 9 329                   | 20,62                   |
|                            | UKIP                                   | Mark Bradley               | 8 818                   | 19,49                   |
|                            | Verdi                                  | Will Patterson             | 1 273                   | 2,81                    |
|                            | Lib Dem                                | Mark Clayton               | 1 255                   | 2,77                    |
|                            | Wigan Independents                     | Gareth Fairhurst           | 768                     | 1,70                    |
|                            | Indipendente                           | Brian Parr                 | 165                     | 0,36                    |
|                            |                                        |                            |                         |                         |
| Iscritti                   | Iscritti                               | Iscritti                   | 76 122                  | 100,00                  |
| ↳ Votanti (% su iscritti)  | ↳ Votanti (% su iscritti)              | ↳ Votanti (% su iscritti)  | 45 293                  | 59,50                   |
| ↳ Astenuti (% su iscritti) | ↳ Astenuti (% su iscritti)             | ↳ Astenuti (% su iscritti) | 30 829                  | 40,50                   |
|                            |                                        |                            |                         |                         |
|                            | Esito: collegio confermato a Laburista |                            |                         |                         |

| Partito                    | Partito                                | Candidato                  | Risultati 6 maggio 2010 | Risultati 6 maggio 2010 |
| Partito                    | Partito                                | Candidato                  | Voti                    | %                       |
| -------------------------- | -------------------------------------- | -------------------------- | ----------------------- | ----------------------- |
|                            | Laburista                              | Lisa Nandy                 | 21 404                  | 48,49                   |
|                            | Conservatore                           | Michael Winstanley         | 10 917                  | 24,73                   |
|                            | Lib Dem                                | Mark Clayton               | 6 797                   | 15,40                   |
|                            | UKIP                                   | Alan Freeman               | 2 516                   | 5,70                    |
|                            | BNP                                    | Charles Mather             | 2 506                   | 5,68                    |
|                            |                                        |                            |                         |                         |
| Iscritti                   | Iscritti                               | Iscritti                   | 75 582                  | 100,00                  |
| ↳ Votanti (% su iscritti)  | ↳ Votanti (% su iscritti)              | ↳ Votanti (% su iscritti)  | 44 140                  | 58,40                   |
| ↳ Astenuti (% su iscritti) | ↳ Astenuti (% su iscritti)             | ↳ Astenuti (% su iscritti) | 31 442                  | 41,60                   |
|                            |                                        |                            |                         |                         |
|                            | Esito: collegio confermato a Laburista |                            |                         |                         |

### Elezioni negli anni 2000
| Partito                    | Partito                                | Candidato                  | Risultati 5 maggio 2005 | Risultati 5 maggio 2005 |
| Partito                    | Partito                                | Candidato                  | Voti                    | %                       |
| -------------------------- | -------------------------------------- | -------------------------- | ----------------------- | ----------------------- |
|                            | Laburista                              | Neil Turner                | 18 901                  | 55,14                   |
|                            | Conservatore                           | John Coombes               | 7 134                   | 20,81                   |
|                            | Lib Dem                                | Denise Capstick            | 6 051                   | 17,65                   |
|                            | UKIP                                   | John Whittaker             | 1 166                   | 3,40                    |
|                            | Community Action                       | Kevin Williams             | 1 026                   | 2,99                    |
|                            |                                        |                            |                         |                         |
| Iscritti                   | Iscritti                               | Iscritti                   | 64 311                  | 100,00                  |
| ↳ Votanti (% su iscritti)  | ↳ Votanti (% su iscritti)              | ↳ Votanti (% su iscritti)  | 34 278                  | 53,30                   |
| ↳ Astenuti (% su iscritti) | ↳ Astenuti (% su iscritti)             | ↳ Astenuti (% su iscritti) | 30 033                  | 46,70                   |
|                            |                                        |                            |                         |                         |
|                            | Esito: collegio confermato a Laburista |                            |                         |                         |

| Partito                    | Partito                                | Candidato                  | Risultati 7 giugno 2001 | Risultati 7 giugno 2001 |
| Partito                    | Partito                                | Candidato                  | Voti                    | %                       |
| -------------------------- | -------------------------------------- | -------------------------- | ----------------------- | ----------------------- |
|                            | Laburista                              | Neil Turner                | 20 739                  | 61,74                   |
|                            | Conservatore                           | Mark Page                  | 6 996                   | 20,83                   |
|                            | Lib Dem                                | Trevor Beswick             | 4 970                   | 14,80                   |
|                            | Alleanza Socialista                    | Dave Lowe                  | 886                     | 2,64                    |
|                            |                                        |                            |                         |                         |
| Iscritti                   | Iscritti                               | Iscritti                   | 63 982                  | 100,00                  |
| ↳ Votanti (% su iscritti)  | ↳ Votanti (% su iscritti)              | ↳ Votanti (% su iscritti)  | 33 591                  | 52,50                   |
| ↳ Astenuti (% su iscritti) | ↳ Astenuti (% su iscritti)             | ↳ Astenuti (% su iscritti) | 30 391                  | 47,50                   |
|                            |                                        |                            |                         |                         |
|                            | Esito: collegio confermato a Laburista |                            |                         |                         |

## Risultati dei referendum

### Referendum sulla permanenza del Regno Unito nell'Unione europea del 2016
|             | Collegio | Lasciare UE % | Rimanere in UE % |
| ----------- | -------- | ------------- | ---------------- |
|             | Wigan    | 62,7%         | 37,3%            |
| Inghilterra | 53,3%    | 46,7%         |                  |
| Regno Unito | 51,9%    | 48,1%         |                  |